# إيمان ذو الفقار
إيمان ذو الفقار (27 نوفمبر 1952 -) هي ممثلة مصرية، أشتهرت وهي صغيرة في دور الطفلة المخطوفة «سوسن» في فيلم ملاك وشيطان إخراج كمال الشيخ، وكان دورها في الفيلم بالغ الأهمية ، ومثلت بعض الأفلام عندما كبرت. وهي ابنة الفنان الراحل محمود ذو الفقار.

## أعمالها[1][2]
- كم أنت حزين أيها الحب ، 1980
- قصر في الهواء ، 1978
- القطط السمان ، 1978
- حرامي الحب ، 1977
- ملاك وشيطان ، 1960